# 조지 시걸 (미술가)
조지 시걸(George Segal, 1924년 11월 26일 ~ 2000년 6월 9일)은 미국의 조각가 · 화가이다. 인체에서 직접 석고로 형을 잡은 작품으로 유명하다. 서유럽에서 이민 온 부모님에 의해 뉴욕에서 태어났다. 가족은 가금업을 영위하고 있었다. 뉴욕에서 조각 · 그림 · 그림 등을 배우고, 졸업 후에는 부모님과 같이 가금업을 시작했다. 1958년, 자신의 농장을 접고 본격적으로 그림과 조각의 제작에 착수한다. 1961년, 석고를 묻힌 붕대를 몸에 감고 형태를 취할 방법을 짜내, 옷을 입은 채로의 인물 조각을 제작하였고, 일상의 한 장면을 잘라내거나 같은 작품을 만들어 갔다.

## 같이 보기
- 해프닝